# 東河戲
東河戲是江西省贛州市貢水（東河）沿岸地區的傳統戲劇，因其形成於贛州東面貢水流域，故稱東河戲。東河戲是在高腔的基礎上，逐步融合了崑曲、宜黃調、桂劇、安慶劇、弋板、南北調、秧歌調等，發展成擁有高、昆、彈三大聲腔較為完整的地方戲曲劇種。東河戲以中州韻為基礎，雜以客家官話的贛州官話來發音演繹。
2014年11月11日，東河戲經中華人民共和國國務院批准列入第四批國家級非物質文化遺產名錄。

## 歷史沿革
明朝嘉靖年間，在東河流域贛縣田村、白鷺、清溪和睦埠（今贛縣與興國交界的興國縣境內）一帶流行一種以高腔曲牌清唱故事的坐堂班，坐堂班每逢吉慶節日，酬神還願時，演唱一種受弋陽腔影響的「道士調」，這種坐堂班不妝扮表演，而是圍桌而坐，和樂而唱，形式較為簡單而靈活，故特別為當地百姓喜愛，這種坐堂班被歷代藝人和戲曲研究家認定為東河戲的胚胎，並於萬曆年間搬上舞台。
坐堂班盛行時期，如有迎神賽會，鄉間必選男童女童扮作神明仙佛故事及流行戲曲中的精彩畫面，肩抬遊行，當地人俗稱「扮故事」，這一傳統還在沿襲。「扮故事」形式上發展到以高腔大本戲為主的舞台演唱，形成東河戲芻形。
清順治三年（1646年），在明代後期的當地坐堂班基礎上，田村成立了職業戲班——「玉合班」。順治十一年（1654年），一些來到贛州的崑曲藝人組成了演唱崑腔的東河戲班社：雪聚班（後改名「凝秀班」）。高腔、崑腔互相滲透，這兩個戲班的組建，標誌著以唱高腔和崑腔為主的東河戲新劇種已經形成。
以崑腔為主的「聚雪班」的成立，當地有一個小故事，據傳東河流域有一個富商，名叫謝國泰，此人在蘇州經商多年，積蓄了大量資本，並酷愛蘇州崑曲，所以告老返鄉時，在蘇州買來一批崑腔演員帶回贛縣，並組成「聚雪班」。「聚雪班」在表演上有一個特點，即非常保守，它不肯吸收彈腔藝術特色，因而在其發展上有一定的侷限。但「聚雪班」的演出非常遵守規範，注重舞台形象，故受到上層人士的歡迎，許多文人、當地士紳、地方官員都非常喜愛它。
清康熙年間時，東河戲又吸收宜黃調，簡稱「二凡」。咸豐年間之後，又吸收桂劇西皮戲、安慶劇、弋板、削匕調、秧歌等；謎就使得東河戲亂彈腔形成以二凡西皮為主，同時又吸收安慶調和南北詞的一套完整系統，劇目繁多，皮黃劇目以列國、秦漢、三國及唐宋歷史題材為多；唱安慶調的主要有《打櫻桃》、《聽琴接駕》等，唱南北詞的有《安安送米》、《洞賓對丹》等；其他如《小放牛》、《進城看女》、《打花鼓》、《大補缸》等，亦各有專用曲調。
乾隆至同治的100多年間，是東河戲發展酌、最高峰，流佈最廣。當時，僅河東流域地區，職業班就有49個，演出劇目，據不完全統計：高腔有252種，崑腔有96種，彈腔655種，流行區域發展到贛南各縣和吉安地區，以及閩西、粵北與梅州、潮州和湘西部分區域。此後又相繼吸收了江西宜黃調、桂劇西皮戲、安慶調、弋板、興國南北詞等發展成為有高、昆、彈三大聲腔，較為完整的地方劇種——東河戲，成為影響贛州東河一帶的「贛州第一劇種」。
第一次國共內戰時期，東河戲演員投入到革命當中去，在舞台上塑造了毛澤東、朱德、彭德懷等革命偉人的形象，擴大了紅軍的影響。1960年代，贛州東河戲迅速發展，挖掘整理出一批如《封神》、《白蛇傳》、《瘋僧掃秦》等優秀傳統劇目。1956年，贛州東河劇團排演的《尉遲恭》一劇，赴北京中南海懷仁堂，向國家領導人作彙報演出。 1964年東河戲（當時名贛州市贛劇團）與贛南祁劇團合併為贛祁劇團。1980年，文化主管的中青年演員多數歸隊。1981年江西省文藝學校在贛南分校開辦東河戲教學，招收男女學員各十名，請回健在的部份老藝人任教。

## 劇目
東河戲傳統劇代表劇目有《雷峯塔》、《挽發記》、《玉簪記》、《掃秦》等。其中高腔主要演弋陽腔連台大戲，如《目連傳》、《三國傳》、《封神傳》、《鐵樹傳》等；崑腔則有《金印記》、《金雀記》、《漁家樂》等，皮黃在東河戲中佔多數，著名劇目有《九江為王》等。高腔的《雙鬥猴》，皮黃的《九江為王》等劇目在其他劇種中已很少見。

## 表演特徵

### 音樂曲調
東河戲的音樂曲調，主要有高腔、崑腔、亂彈、南北詞及雜曲小調等組成。
（一）高腔

東河戲內的高腔傳承自明代弋陽腔，後又受青陽腔等其他高腔曲調的影響，可以分為東河高腔與東河漢腔兩大類，其中漢腔又分為南漢與北漢，北漢音樂已失傳，南漢音樂相對較完整。在曲牌結構上，東河戲的高腔由「腔句」與「數板」構成，「腔句」是曲牌音樂的主體，由演員獨唱，或獨唱加幫腔，幫腔時伴以鑼鼓。「腔句」是曲牌中相對固定的部分，有着曲牌格式的約束。而「數板」則穿插於曲牌中間，是有板無眼的滾板，其藝術形態與弋陽腔的滾唱相近。在東河戲裏「數板」也稱「滾板」或「滾唱」，從不單獨出現，只穿插於一支曲牌內，由演員獨唱，沒有人聲幫腔。
（二）崑腔和亂彈

東河戲曲調雖然以唱弋陽高腔為主，但由於一直有高昆兼唱的傳統，因此戲班中保留了大量的崑腔曲牌，至今仍保留有90多支。東河戲的崑腔有別於蘇崑，其獨特的個性與鮮明的特色主要體現在語言的地方化方面，如鄉土化的吐字、通俗化的唱白等，使東河戲的崑腔成為雅俗共賞的唱腔而廣受社會各階層的喜愛。
東河戲的崑曲戲班雪聚班比東河戲最早的玉和班創立僅晚九年時間，成立於清順治十一年，因此高腔與崑腔兼唱成了東河戲的傳統。東河戲的亂彈腔包括二凡和西皮。東河戲唱亂彈的歷史也是比較早的，據資料表明，早在清初康熙年間就有了，東河戲的亂彈腔比高腔、崑腔要稍晚些。東河戲的西皮唱腔引入相對較晚，相傳是清咸豐年間，廣西桂劇演員丁仔回家鄉贛州，將桂劇的《仁聖會》《雙界牌》 等10餘個西皮戲傳授給東河戲藝人，並與宜黃腔相結合，從而構成了東河戲的二凡西皮。東河戲的二凡西皮唱腔，後來被藝人稱為「南北路」，「南路」指二凡（二黃），「北路」則指西皮。東河戲的二黃和西皮已不再是古老的曲牌體音樂，而是板腔體，以自制的胡琴為主要伴奏樂器，其板式非常豐富。

### 曲牌
東河戲高腔曲牌的運用，一般採用聯套形式，常見的聯套形式有南曲聯套、北曲聯套以及南北曲合套3種。江西的許多高腔在使用北曲曲牌時，一般都變成南曲化，使之趨向於南曲的風格，即所謂「北曲南唱」，而東河戲中的北曲卻是「北曲北唱」，仍然保留北曲的音樂風格，這一點非常難能可貴。南戲興起後，許多北曲曲牌被南曲化，其本來的音樂風格難以保留，而東河戲的北曲曲牌為北曲的研究提供了重要的依據。東河戲的高腔與崑腔是用曲牌演唱的，因此其曲牌分為高腔曲牌和崑腔曲牌二大類。
東河戲高腔曲牌，主要都在《日連傳》一戲中，根據現存的本子統計，《目連傳》中總共使用了154支曲牌，幾乎是東河戲中所用的全部曲牌。其中有譜的曲牌有76支，有曲牌名但無譜的有78支。76支有譜的曲牌根據其曲調、幫腔及句尾落音的特點，可以大致分為【紅衲襖】類、【四朝元】類、【駐雲飛】類、【風入松】類、【漢腔】五大類，其中【紅衲襖】類有16支，【四朝元】類有9支，【駐雲飛】類有12支，【風入松】類有8支，【漢腔】類有12支。

## 傳承保護
東河戲是江西最古老的劇種之一，是客家先民創造的戲劇藝術財富。它豐富多彩、風格獨特、可塑性強、鄉土氣息濃郁、立足農村的表演形式，贏得了不同層次觀眾的青睞。

### 保護措施
- 1964年東河戲與贛南祁劇團合併為贛祁劇團。
- 1981年江西省文藝學校在贛南分校開辦東河戲班，招收男女學員各十名，請回健在的部分老藝人任教。[3]

為了東河戲的傳承，東河戲國家級代表性傳承人鍾烈萱培養了一大批學徒，其傳人有鍾烈永（丑角）、謝曉惠（生角）、鍾小青（老生）、鍾益生（小生）、鍾香英（旦角）、陳建華（旦角）等十多人，所傳角色行當齊全。除此之外，他還在田村中心小學非遺傳習所兼任東河戲傳習導師。通過帶徒學藝和辦班傳授，其中有不少徒弟已經成為東河戲的藝術菁英，為東河戲的傳承和發展作出了重要貢獻。
2019年11月，《國家級非物質文化遺產代表性項目保護單位名單》公佈，贛州市贛縣區文化館獲得「東河戲」項目保護單位資格。

### 傳承人物
- 鍾烈萱，男，第五批國家級非物質文化遺產項目代表性傳承人。